# Aeroportul Municipal Palestine
Aeroportul Municipal Palestine (IATA: PSN, ICAO: KPSN, FAA LID: PSN) este un aeroport din Texas, Statele Unite ale Americii.
Situat la o altitudine de 128,80848 m, aeroportul dispune de 2 piste.

## Infrastructură

### Piste
Aeroportul dispune de 2 piste. Pista 09/27 are suprafața de asfalt și dimensiunile 4.002 picioare × 75 picioare. Pista 18/36 are suprafața de asfalt și dimensiunile 5.005 picioare × 100 picioare. 